# Szadar
Szadar (arab. شدار) – wieś w Syrii, w muhafazie Aleppo. W 2004 roku liczyła 778 mieszkańców.